# Kollisionen mellan Lodbrok och Essingebron

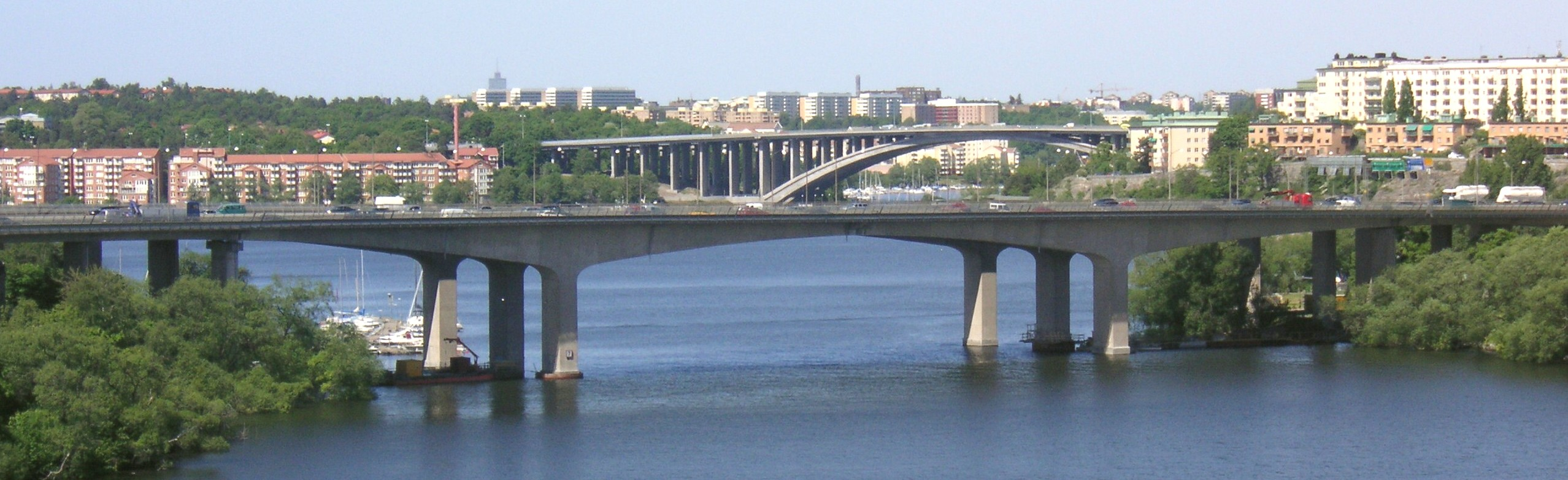
Essingebron sedd från öster.

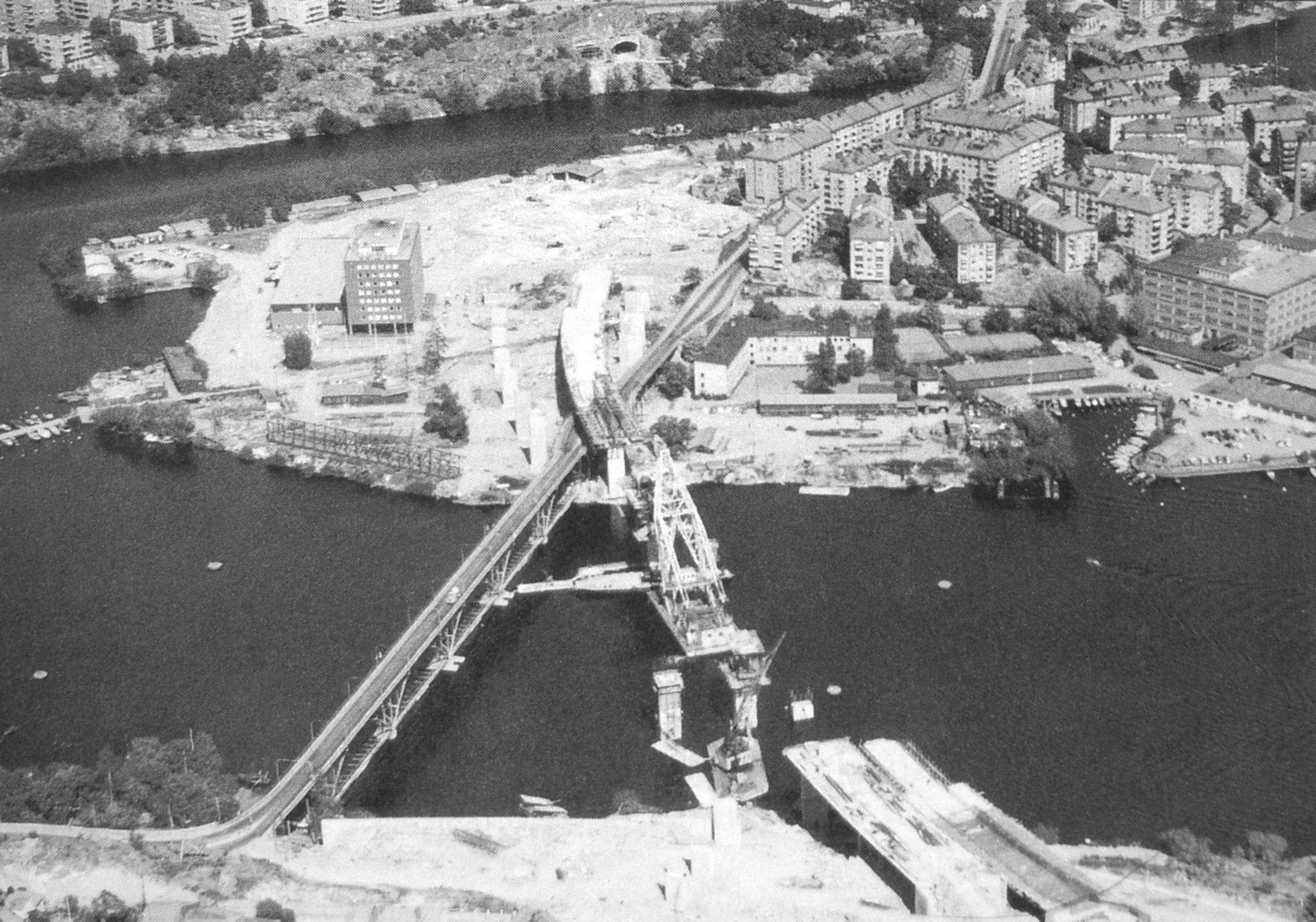
Lodbrok under bygget av Essingebron, 1963.

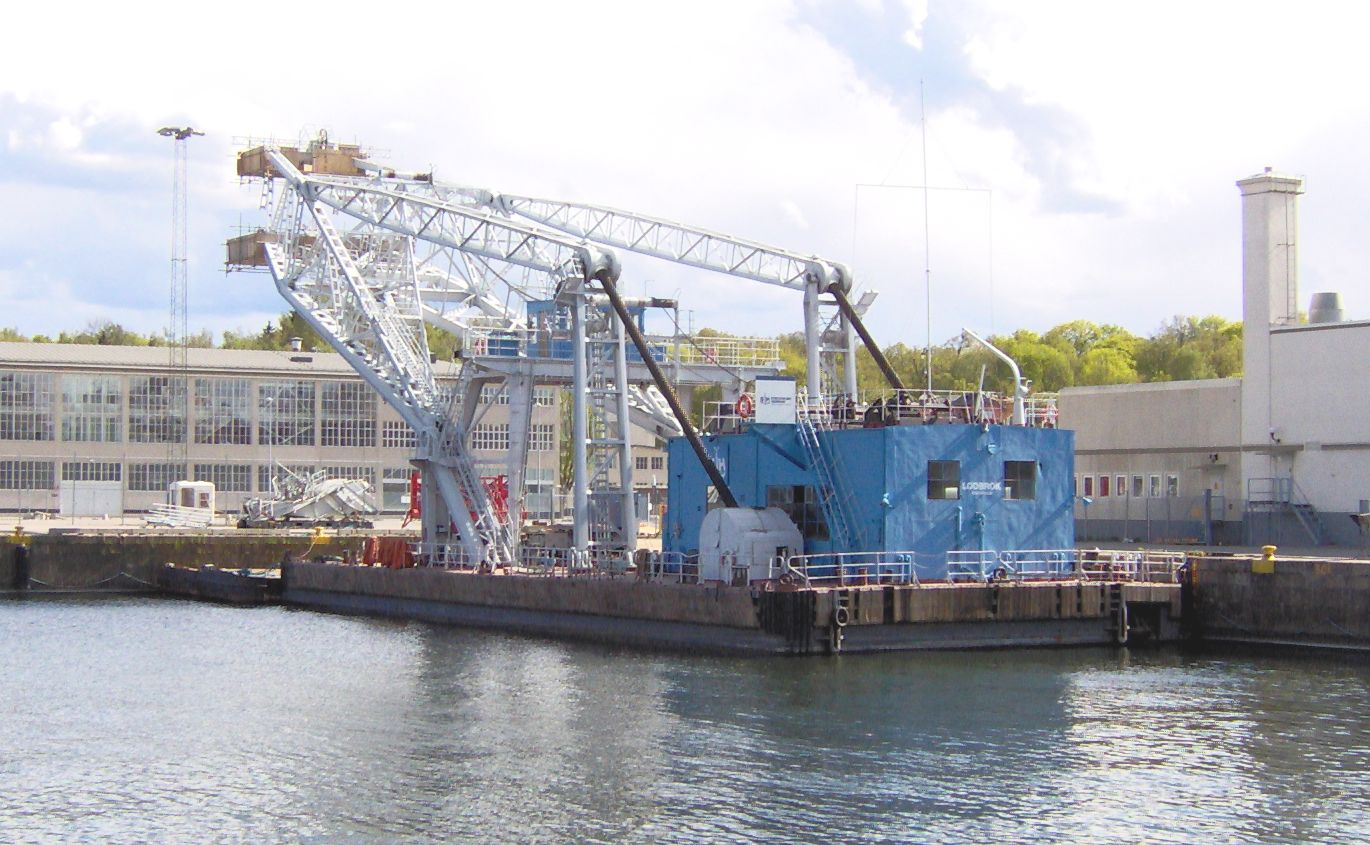
Lodbrok under reparation efter olyckan.

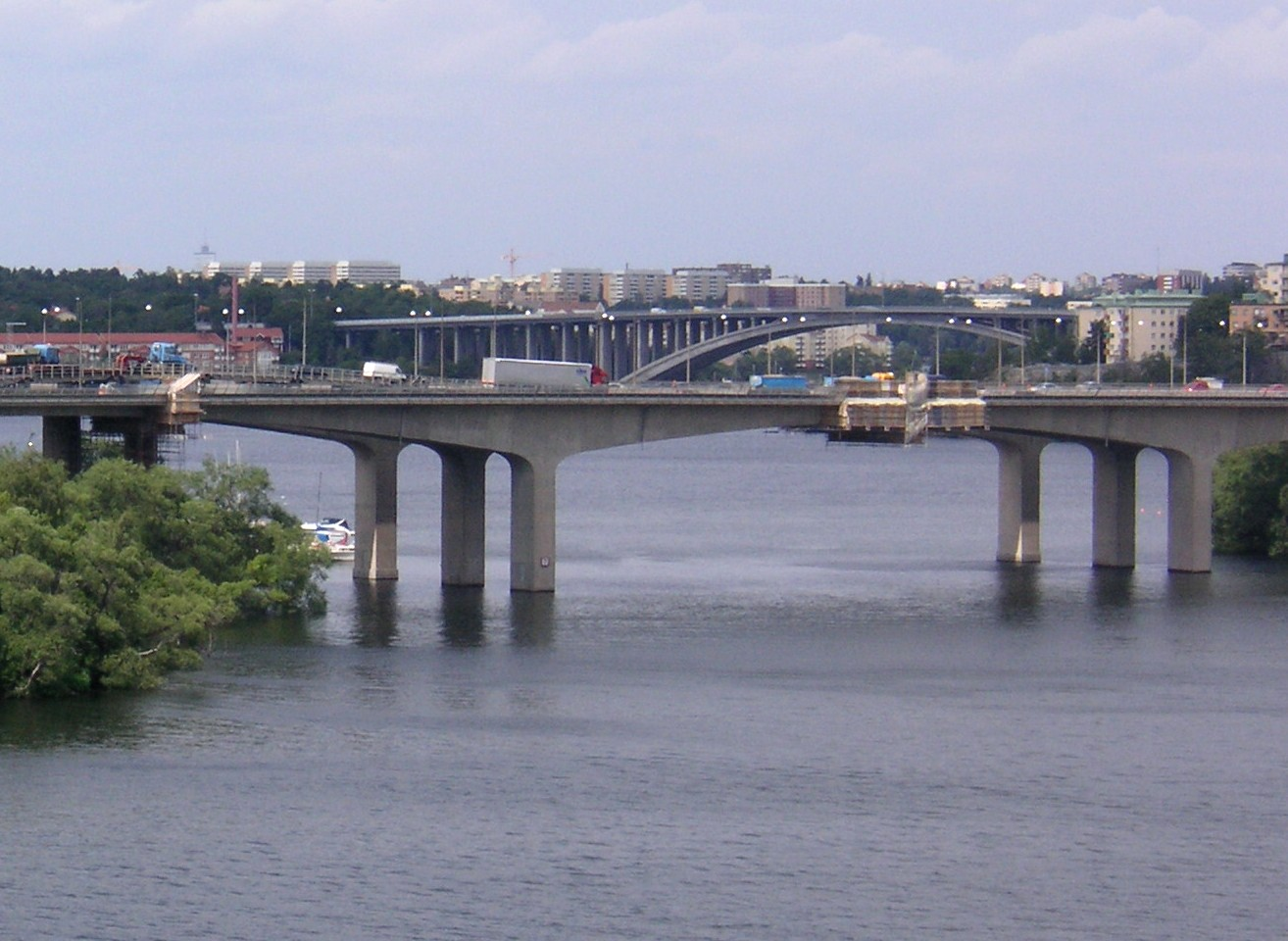
Reparation på brospannet i juli 2006 med "Quickbridge" synlig längst till vänster.

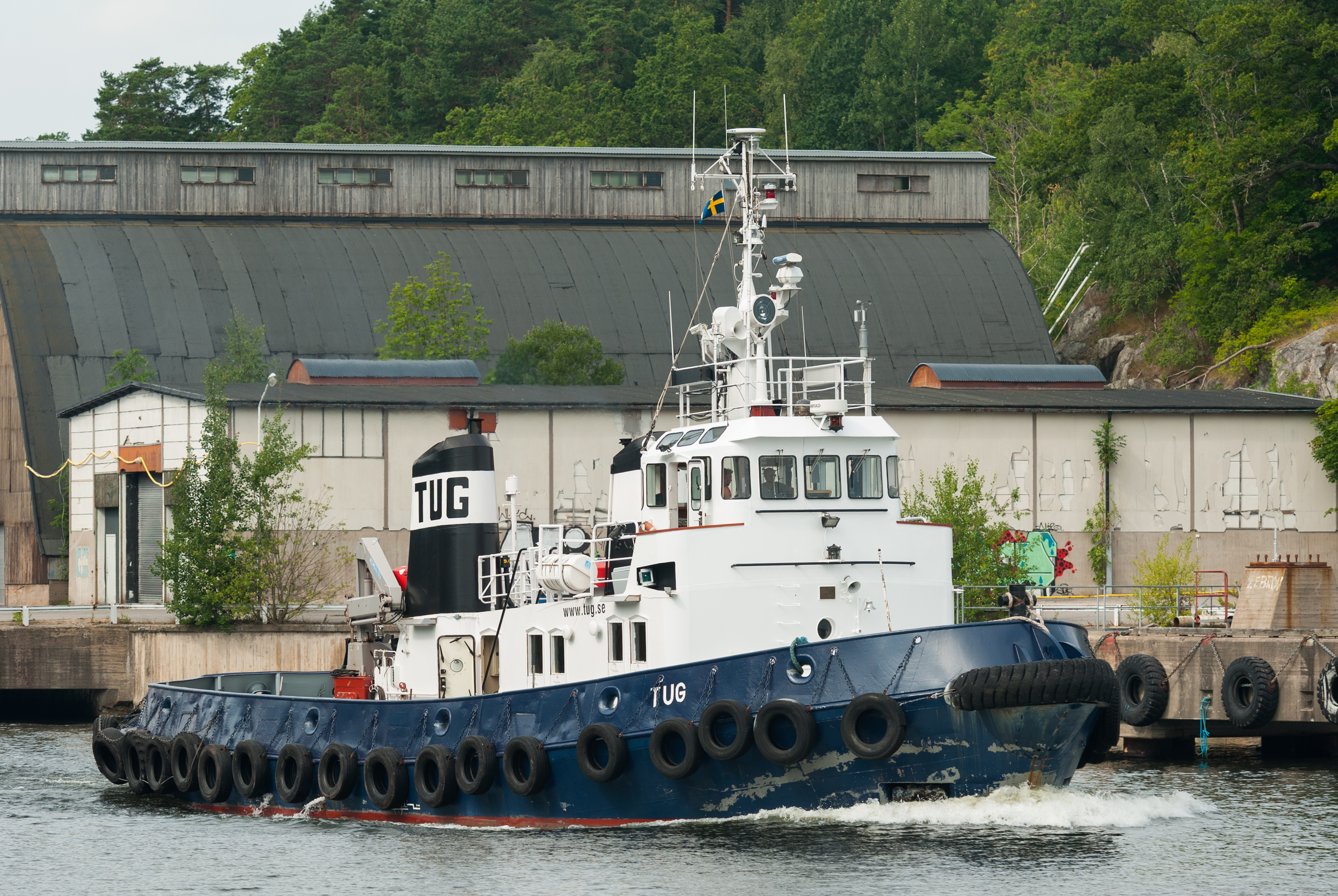
Tug i Svindersviken 2012.

Kollisionen mellan Lodbrok och Essingebron var en sjöolycka i Stockholm fredagen den 14 oktober 2005 där pontonkranen Lodbrok kolliderade med Essingebron med stora skador som följd, varpå hela Essingeleden fick stängas av under ett antal timmar.

## Bakgrund

### Passage av ön Stora Essingen
Sjötrafik som färdas från Hammarbyhamnen till Ulvsundasjön måste passera Essingeöarna. Essingeöarna utgörs av Stora Essingen i söder och Lilla Essingen i norr. Det finns två möjliga färdvägar:
- Färdväg 1: Genom Essingedjupet under Essingebron mellan Essingeöarna (segelfri höjd: 15,2 m)
- Färdväg 2: Genom Essingesundet under Gröndalsbron (segelfri höjd 25,2 meter) och sedan norrut genom Oxhålet under Alviksbron (segelfri höjd 24 meter).

### Essingebron
Essingebron är en del av Essingeleden och utgörs av två separata broar med fem centimeters mellanrum, den östra och västra bron. Sex meter väster om de båda motorvägsbroarna går en bro för lokaltrafik mellan öarna Stora Essingen och Lilla Essingen. Den segelfria höjden för samtliga tre broar är 15,2 meter och farledens bredd är 30 meter. Det fanns vid olyckstillfället ingen skylt för segelfri höjd uppsatt vid bron, men uppgiften fanns införd i sjökortet.

### Lodbrok
Lodbrok är en pontonkran som byggdes 1956 vid Finnboda Varv för Stockholms Hamnstyrelse. Vid olyckstillfället var Lodbrok kvar i Stockholms hamns ägo men var sedan år 2000 bemannad av Marin & Haverikonsult KA AB. Lodbrok har ett eget framdrivningsmaskineri bestående av två Volvo Penta dieselmotorer kopplade till två Voith-Schneider-aggregat vilket möjliggör en fart om högst fyra knop.
Kranarmen kan utan last höjas till 51 meter och som lägst sänkas till 23,5 meter.
Vid olyckstillfället hade Lodbroks fartcertifikat gått ut utan att förnyas vilket medförde att fartyget inte fick användas till någon som helst sjöfart.

## Olyckan

### Händelseförlopp
Klockan 12.05 lämnade Lodbrok Hammarbyhamnen för en kortare resa till Hornsberg efter anmälan till VTS Stockholm.
Kranarmen var sänkt till sitt lägsta läge, 23,5 meter över vattenytan. Lodbrok gick för egen maskin men för att höja farten användes Marin & Haverikonsults bogserbåten Tug. Tug låg okopplad med aktern mot Lodbroks akter och sköt på. På så vis kunde ekipaget nå en fart om cirka 9 knop. På grund av att Tug inte var kopplad till Lodbrok kunde den inte hjälpa till att bromsa Lodbrok som hade en stoppsträcka på cirka 50 meter från det att Tug slutade skjuta på. Sikten i färdriktningen från Tugs styrhytt var på grund av kranen mycket dålig.
Lodbrok var på grund av sin storlek tvingad att ha lots ombord vid den aktuella platsen, vilket saknades vid olyckan.
Lodbrok hade i strid med mönstringslagen ingen mönstrad besättning och var inte heller bemannad enligt Sjöfartsverkets krav på besättningens storlek och behörigheter. Befälhavaren på Tug betraktade Lodbrok som en pråm och ansåg sig vara befälhavare över båda fartygen. En styrman från Tug befann sig ombord på Lodbrok och fungerade som dess befälhavare, vilket han inte var behörig till.
Resan gick genom Hammarbyslussen och över Årstaviken där man passerade Årstabroarna och Liljeholmsbron, där öppning begärdes av Lodbroks befälhavare, och sedan ut i Liljeholmsviken.
Resan fortsatte sedan med avsikt att passera under Essingebroarna där farten minskades till 7 knop. Klockan 13.00 kolliderade Lodbrok med Essingebron genom att kranarmen slog i den östra brons kantbalk och lådvägg.
Efter kollisionen manövrerade Lodbrok bort från den omedelbara närheten av bron samtidigt som Tug lade sig nära bron tills räddningstjänsten var på plats. Befälhavaren på Tug kontaktade också VTS och rederiet. Därefter assisterade Tug Lodbrok tillbaka till kaj i Hammarbyhamnen samma väg som man tidigare kommit.

### Skador
Omedelbart efter kollisionen stängdes Sveriges mest trafikerade vägsträcka Essingeleden av. Det befarades att hela bron var rubbad ur sitt läge och att dess bärighet var försvagad, något som efter en första inspektion kunde avfärdas, och beslut om att öppna samtliga körfält i sydgående riktning togs. Påsläppet skedde klockan 15.34, medan norrgående trafik fortfarande var hänvisad till Västerbron och Slussen. Det var först vid midnatt natten till lördag som ett körfält i norrgående riktning kunde öppnas. Efter ytterligare inspektioner öppnades ett andra körfält på lördagsmorgonen. Ett tredje öppnades 06.00 på söndagen medan det östligaste körfältet (närmast broskadan) fortsatt hölls stängt.
Avstängningen orsakade enorma köer vilket inte minst påverkade den tunga trafiken som hade stora svårigheter att passera Stockholm. Transporter med farligt gods tilläts inte passera ens via de alternativa vägarna då dessa går genom Stockholms innerstad.
Vägverket meddelade i en rapport att det uppkommit krosskador på betongen och att ett omfattande reparationsarbete krävdes. Då försöket med trängselskatter var i stundande var det av stor vikt att Essingeleden, den enda avgiftsfria förbifarten, hade full kapacitet vid starten för försöket.
Under perioden 25 november – 28 december utfördes de första reparationerna för att på morgonen den 29 december 2005 vara avslutade. Bron hade nu full framkomlighet i samtliga körfält.
Efterkontroll och avslutande reparationer återupptogs den 3 juli 2006 då den skadade zonen försågs med en så kallad Quickbridge. Det arbetet avslutades 6 augusti.
Ingen person skadades fysiskt vid olyckan.

### Orsak
Den direkta orsaken till olyckan var att befälhavaren på Lodbrok valde färdväg 1, där den segelfria höjden var för liten, istället för färdväg 2, där den segelfria höjden var tillräckligt stor.

## Efterspel
De två befälhavarna fälldes av Stockholms tingsrätt för vårdslöshet i sjötrafik och brott mot fartygssäkerhetslagen. Redaren fälldes för brott mot fartygssäkerhetslagen. Trafikverket aviserade sommaren 2010 att ett lasermätningssystem med varningsljus skulle installeras för att undvika framtida kollisioner.

### Fotnoter
1. ↑  ”Tillfälliga broar”. Trafikverket. Arkiverad från originalet den 18 oktober 2020. https://web.archive.org/web/20201018050334/https://trafikverket.ineko.se/Files/sv-SE/10428/RelatedFiles/2012_161_Tillfalliga_broar_4.pdf. Läst 17 oktober 2020.
2. ↑  Jacobson, Therese (2010). ”Fullt upp för pulsåderns väktare”. Resklar - Stockholms län (Sommar).